# Chiloés kirker
Chiloés kirker, på øen Chiloé i Chile. Kirkerne er meget specielle eftersom de helt og holdent er bygget af træ, nogle af dem er endda bygget uden brug af søm. 
Chiloés kirker har siden siden år 2000 været optaget på UNESCOs Verdensarvsliste. De blev bygget i 1600- og 1700-tallet og repræsenter kulmineringen af en fremgangsrig fusion mellem europæisk Jesuit-kultur og lokalbefolkningens kundskaber og traditioner. 

## Galleri
- Église d'Achao
- Église de Quinchao
- Église de Castro
- Église d'Ichuac
- Église de Dalcahue
- Église de Tenaún
- Église de Vilupulli
- Église de Chonchi
- Église de Caguach
- Église de San Juan
- Église d'Aldachildo

## Eksterne links
- UNESCO World Heritage Center - Churches of Chiloé

42°30′00″S 73°46′00″V / 42.5°S 73.766667°V